# 赤いシリーズ シングル・コレクション
『赤いシリーズ シングル・コレクション』（あかいシリーズ シングル・コレクション）は、山口百恵のベスト・アルバム。2005年10月19日にソニー・ミュージックダイレクトよりリリースされた。

## 解説
- 引退25周年記念盤として、赤いシリーズのシングル曲を集めたベスト盤。山口の歌のみならず、オープニングテーマ等も収録されている。
- 収録職は作品順に1作目から並んでいるが、第7作から第9作までは山口が出演していないので収録されていない（第10作は主役だったものの、全2回のテレビスペシャルとなっている）。
- ボーナストラックとして、「赤のシリーズ・四人の少女に捧げる 約束」がアルバム『百恵白書』から収録されている。この曲は赤いシリーズで山口が演じた4人の少女を歌ったもので、ドラマでは使用されていない。
- なお、第5作『赤い激流』は特別ゲストのため実質第1話のみの出番となり、主題歌や挿入歌は担当していない。

## 収録曲
1. 「赤い迷路」のテーマ （オリジナル・サウンドトラック） - 『赤い迷路』より
  - 作曲: 木下忠司、編曲: 木下忠司
2. 去り行く今 （ファウスト・チリアーノ） - 『赤い迷路』より
  - 作詞: Sergio Endrigo・音羽たかし、作曲: Sergio Endrigo、編曲: 青木望
3. ありがとう あなた （山口百恵） - 『赤い疑惑』より
4. 赤い運命 （山口百恵） - 『赤い運命』より
5. 赤い衝撃 （山口百恵） - 『赤い衝撃』より
6. 走れ風と共に （山口百恵） - 『赤い衝撃』より
7. 「赤い激流」オープニングテーマ （新日本フィルハーモニー交響楽団、ピアノ: 羽田健太郎） - 『赤い激流』より
  - 作曲・編曲: 菊池俊輔
8. 「赤い激流」のテーマ （テレファンタジア、ピアノ: 羽田健太郎） - 『赤い激流』より
  - 作曲・編曲: 菊池俊輔
9. 敏夫のテーマ （テレファンタジア） - 『赤い激流』より
  - 作曲・編曲: 菊池俊輔
10. 赤い絆 (レッド・センセーション) （山口百恵） - 『赤い絆』より
11. 口約束 （山口百恵） - 『赤い絆』より
12. 赤のシリーズ・四人の少女に捧げる 約束 （山口百恵）
  - ボーナストラック - アルバム『百恵白書』収録曲